# Modular Recordings
Modular Recordings es una compañía discográfica australiana formada en 1998 por Steve Pavlovic, en la cual cuenta un numeroso catálogo de artistas originarios de Australia como Bag Raiders, Wolfmother, Eskimo Joe, The Avalanches, Rocket Science, MSTRKRFT, entre otros.

## Algunos artistas de la discográfica
- Architecture in Helsinki
- Cut Copy
- Ladyhawke
- New Young Pony Club
- Tame Impala
- The Avalanches
- Yeah Yeah Yeahs